# Cucujoïdeus
Els cucujoïdeus (Cucujoidea) són una gran superfamília de coleòpters. Inclou molts coleòpters que s'alimenten de fongs i també les marietes. També inclou molts llinatges de coleòpters de les escorçes no relacionats amb els Scolytinae, els quals pertanyen a la superfamília Curculionoidea.

## Famílies
Els cucujoïdeus inclouen les famílies següents:
- Família Alexiidae Imhoff, 1856
- Família Biphyllidae LeConte, 1861
- Família Boganiidae Sen Gupta i Crowson, 1966
- Família Bothrideridae Erichson, 1845
- Família Byturidae Jacquelin du Val, 1858
- Família Cavognathidae Sen Gupta i Crowson, 1966
- Família Cerylonidae Billberg, 1820
- Família Coccinellidae – marietes
- Família Corylophidae LeConte, 1852
- Família Cryptophagidae
- Família Cucujidae
- Família Cyclaxyridae Klimaszewski i Watt, 1997
- Família Discolomatidae Horn, 1878
- Família Endomychidae
- Família Erotylidae – incloent Cryptophilidae, Dacnidae, Languriidae, Loberidae, Pharaxonothidae, Tritomidae, i Xenoscelidae
- Família Helotidae Reitter, 1876
- Família Hobartiidae Sen Gupta i Crowson, 1966
- Família Kateretidae Erichson in Agassiz, 1846 = Brachypteridae
- Família Laemophloeidae Ganglbauer 1899
- Família Lamingtoniidae Sen Gupta i Crowson, 1966
- Família Latridiidae
- Família Monotomidae Laporte, 1840
- Família Myraboliidae Lawrence and Britton, 1991
- Família Nitidulidae
- Família Passandridae Erichson, 1845
- Família Phalacridae
- Família Phloeostichidae Reitter, 1911
- Família Propalticidae Crowson, 1952
- Família Protocucujidae Crowson, 1954
- Família Silvanidae Kirby, 1937
- Família Smicripidae Horn, 1879
- Família Sphindidae Jacquelin du Val, 1860